# ダレル・アームストロング
ダレル・アームストロング（Darrell Eugene Armstrong, 1968年6月22日-）はアメリカ合衆国出身の元バスケットボール選手。現在はダラス・マーベリックスのアシスタントコーチ。ノースカロライナ州ガストニア生まれ。身長185cm、体重82kg。ポジションはポイントガード。1998-99シーズンにMIPとNBAシックスマン賞を同時に受賞したNBA史上初の選手。2020年にオーランド・マジックの殿堂入りも果たしている。

## 略歴

### 現役時代
ファイエットビル州立大学出身。アームストロングはNBAからドラフト指名されなかった。独立リーグのUSBLやCBA、海外のキプロスやスペインでプレーした。1993-94シーズンはキプロスリーグでMVP。その後、スペインのコレン・オレンセと契約。
1994-95シーズン途中の1995年4月にフリーでNBAのオーランド・マジックと契約。当初は注目される選手ではなかったが、スター選手のシャキール・オニールの移籍、アンファニー・ハーダウェイが怪我がちになり、チームの中心選手になっていく。1998-99シーズンにMIPとNBAシックスマン賞を同時に受賞。1999-00シーズンは、チームのスター選手であるハーダウェイが移籍したためオーランドは注目されなかったが、ヘッドコーチのドック・リバースの元、全82試合に先発起用され、キャリアハイとなる1試合平均16.2得点の記録を残す活躍を見せた。翌2000-2001シーズンも75試合で先発起用され、前年には及ばなかったが、1試合平均15.9得点の記録を残した。このシーズン、2月2日のフィラデルフィア・セブンティシクサーズ戦でこの時点でのキャリアハイとなる34得点を記録、2月14日のロサンゼルス・クリッパーズ戦でキャリアハイとなる16アシストを記録した。2002-03シーズンでマジックを退団。9シーズン在籍し、レギュラーシーズン通算502試合に出場(先発291試合)1試合平均11.7得点5.1アシスト3.3リバウンドのスタッツを残した。所属した9年間、チームは1度も負け越すことはなく、7回プレイオフに出場した。
2003-04シーズン、ニューオーリンズ・ホーネッツに移籍、2004年1月24日のサンアントニオ・スパーズとの対戦でキャリアハイを更新する35得点を記録するなど、このシーズン1試合平均10.6得点を記録した。2004-05シーズン途中の2004年12月にトレードでダラス・マーベリックスに移籍、翌2005-06シーズン、チームはNBAファイナルにも進出した。2006年にアンソニー・ジョンソンとのトレードでインディアナ・ペイサーズに移籍した。ペイサーズから放出された後、2007-08シーズンにニュージャージー・ネッツでのプレーが現役最後となった。

### 指導者歴
2009年1月26日、ダラス・マーベリックスにプレーヤー育成担当のアシスタントコーチとして採用され、2011年のファイナル優勝に貢献している。

## 脚註
1. 1 2 3 4  “Darrell Armstrong to be Inducted Into Magic Hall of Fame” (英語). NBA (2019年12月10日). 2025年4月2日閲覧。
2. ↑  “Darrell Armstrong Inducted Into Magic Hall of Fame” (英語). NBA (2020年2月21日). 2025年4月2日閲覧。
3. 1 2 3 4  “Darrell Armstrong”. NBA. 2025年4月2日閲覧。
4. ↑  Sefko, Eddie (2009年1月27日). “Armstrong to join Dallas Mavericks' coaching staff”. Dallas Morning News. 2009年2月3日時点のオリジナルよりアーカイブ。J2016-01閲覧。 エラー: 閲覧日が正しく記入されていません。